# Wigmund
Pour le prince de Mercie, voir Wigmund de Mercie.
Wigmund est un prélat anglais du IXe siècle. Il est archevêque d'York de 837 à sa mort, en 854.

## Biographie
On ne sait presque rien de Wigmund ou de son archiépiscopat, faute de sources. Il a cependant laissé de nombreuses monnaies, dont la plus notable est un solidus d'or. Cette pièce porte au revers l'inscription « mundus divinum », ce qui permet d'y voir une imitation des solidi du roi franc Louis le Pieux, en un peu plus léger (4,16 g contre 4,4 g). Le portrait de l'archevêque à l'avers est copié sur les pennies des archevêques de Cantorbéry : il est possible qu'il s'agisse d'une frappe commémorative issue d'un atelier du Kent.
Wigmund est également le destinataire d'une lettre de l'abbé Loup de Ferrières qui nous est parvenue. Loup lui demande de célébrer l'abbaye de Ferrières dans ses prières.